# فیلیپ اوسپلت
فیلیپ اوسپلت (انگلیسی: Philipp Ospelt؛ زادهٔ ۷ اکتبر ۱۹۹۲) بازیکن فوتبال اهل لیختن‌اشتاین است.
از باشگاه‌هایی که در آن بازی کرده‌است می‌توان به باشگاه فوتبال فادوتس اشاره کرد.
وی همچنین در تیم‌های ملی فوتبال زیر ۱۸ سال آلمان،  زیر ۲۱ سال لیختن‌اشتاین و لیختن‌اشتاین بازی کرده‌است.